# Elimes Bar-Jesús

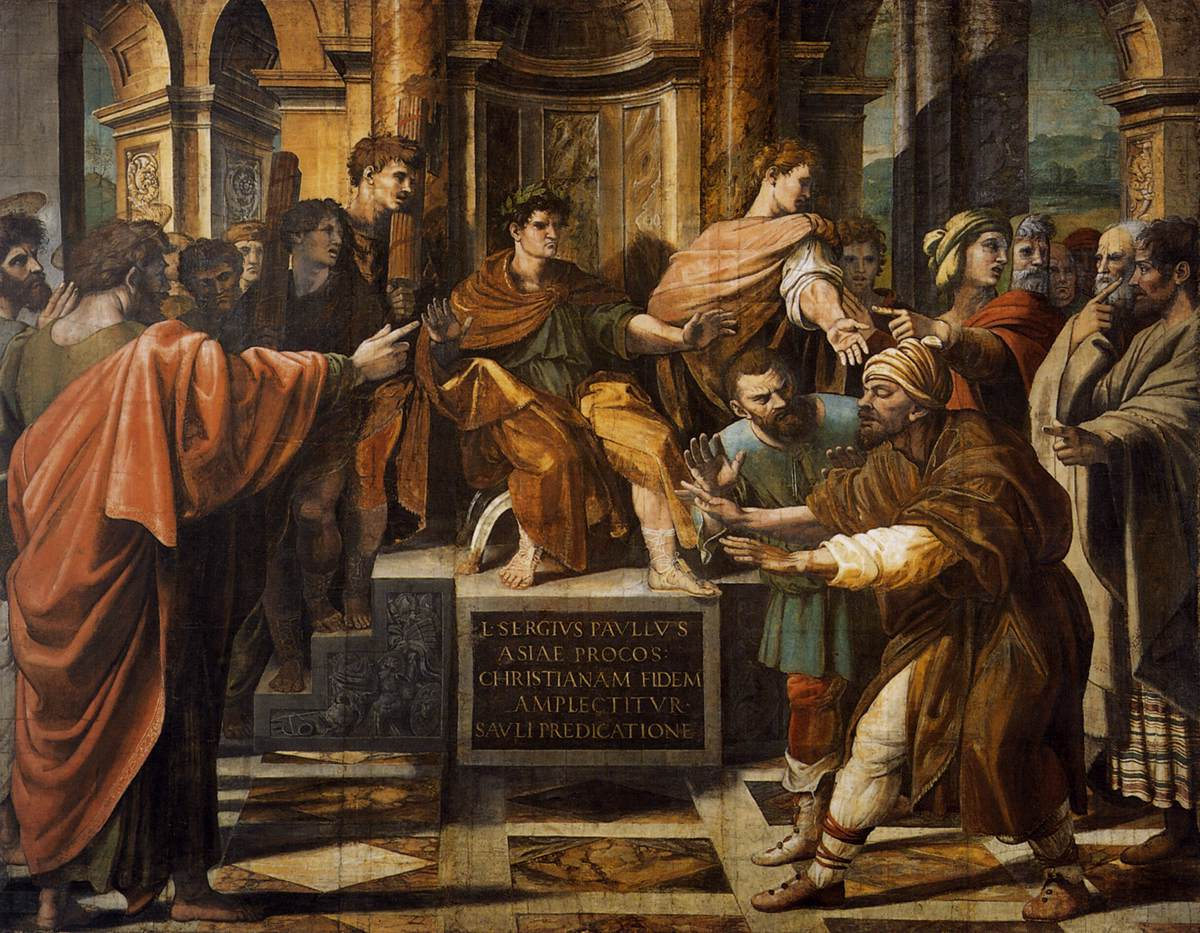
V&A - Rafael, La conversió del procònsol (1515)

Elimes Bar-Jesus (segle I dC) va ser un mag hebreu citat als Fets dels Apòstols que es va trobar amb els apòstols Pau i Bernabé a Pafos (Xipre) cap a l'any 45 dC. El seu nom, Elimes, potser deriva de l'àrab "alim" savi, i el savi en ciències ocultes era un mag. Però també pot derivar de d'una arrel semita que significa "lligar" o "estrènyer", fent al·lusió als seus poders de sotmetre i dominar les forces ocultes.
Elimes va tractar d'apartar de la fe al procònsol Sergi Paule, però Pau, indignat, el va mirar fixament i dient que era fill del diable el va deixar cec. El procònsol, testimoni dels fets, va convertir-se al cristianisme alabant al Senyor.
| «                                           | :"I ells, enviats per l'Esperit Sant, van descendir a Selèucia; i d'allí van navegar a Xipre. I arribats a Salamina, anunciaven la paraula de Déu en les sinagogues dels jueus; i tenien també a Joan com a assistent. I havent travessat tota l'illa fins a Pafos, van trobar un home savi, fals profeta, jueu, anomenat Bar-Jesús; qui estava amb el procònsol Sergi Pau, home prudent. Ell, cridant Bernabé i Saule, desitjava sentir la Paraula de Déu. Però els resistia Elimes, el savi (que així s'interpreta el seu nom), procurant apartar de la fe al procònsol. Llavors Saule, que també és Pau, ple de l'Esperit Sant, posant en ell els ulls, va dir: Oh, ple de tot engany i de tot llibertinatge, fill del diable, enemic de justícia, no cessaràs de trastornar els camins rectes del Senyor? Ara doncs, heus aquí la mà del Senyor està contra tu, i seràs cec, i no vegis el sol per algun temps. I després van caure en ell obscuritat i tenebres; i caminant al voltant, buscava qui li donés la mà." | » |
| — Fets 13:4-11 Sagrades Escriptures (1569). | |   |